# Apc, Madžarska
Apc je vas na Madžarskem, ki upravno spada pod podregijo Hatvani Županije Heves.